# エルネスト・ボンタディーニ
エルネスト・ボンタディーニ（Ernesto Bontadini、1890年6月13日 - 1975年）はイタリアの建築家。CAI（イタリア山岳クラブ）とナショナル・アルピニ協会の創設者でもあった。

## 経歴
エルネスト・ボンタディーニは、1890年6月13日にミラノで生まれた。父はジュゼッペ・ボンタディーニ。ミラノ工科大学で建築を学び、1919年に卒業した。
ボンタディーニは第一次世界大戦中にアルピーニで大尉を務め、その後、多くの勲章を受けた大佐となった。彼は山岳の大の愛好者、専門家でもあり、イタリア山岳クラブ（CAI）の学術教授であり、ミラノのCAI支部の創設者でもあった。
ボンタディーニは、1933年の第5回ミラノ・トリエンナーレに参加し、ジョ・ポンティによって企画された最初のパラッツォ・ベルノッキで「アルピーノ・リフージオ」と呼ばれるプロトタイプの木製の40平方メートルのタイニーハウスを発表し、センピオーネ公園に設置された。
彼の最も著名な作品は、ボンタディーニ宮殿（ヴィアレ・ブリンニ44）で、ボッコーニ大学の近くに位置し、アレッサンドロ・リミニと共に設計したものである。リミニとはいくつかのプロジェクトでも協力した。
CAIは、2500メートル以上のマルモラーダにある「エルネスト・ボンタディーニ・ビヴァッコ」避難所を彼に捧げた。また、彼はジャーナリストとしても活動し、多くの年にわたり「建築レビュー」誌に執筆した。
1929年には、ナショナル・アルピニ協会（ANA）所有のコントリン市の再構築の設計を任され、新しい教会の設計も含まれていた。
彼の作品やデザインはサルチェ国立博物館に保存されている。

## プロジェクトと実績
- ボンタディーニ宮殿、ヴィアレ・ブリンニ44、ミラノ、1929年にアレッサンドロ・リミニと共同で設計した、ミラノの1920年代の建築の例である。
- リミニ宮殿、ヴィア・アネッリ1、ミラノ、1951年にアレッサンドロ・リミニと共同で設計した。この建物は合理主義のデザインで知られている。
- アルピーノ・リフージオ、1933年ミラノ・トリエンナーレ[3]。